# Frederick Grace
Frederick Grace, född 29 februari 1884 i Edmonton i Enfield i norra London, död 23 juli 1964 i Ilford i nordöstra London, var en brittisk boxare.
Grace blev olympisk mästare i lättvikt i boxning vid sommarspelen 1908 i London.